# Alexandru Vlad
Alexandru Nicolae Vlad (Sighetu Marmației, 6 december 1989) is een Roemeens voormalig voetballer die doorgaans speelde als linksback. Tussen 2008 en 2023 was hij actief voor Internațional, Săgeata Năvodari, Pandurii Târgu Jiu, Dnipro Dnipropetrovsk, CFR Cluj en FC Voluntari.

## Clubcarrière
Vlad speelde tussen 2004 en 2008 in de jeugdopleiding van Ardealul Cluj-Napoca. Vanuit die jeugd verkaste de verdediger naar Internațional, waarvoor hij in eenentwintig wedstrijden tot zeven doelpunten wist te komen. Hierna speelde Vlad twee seizoenen in het eerste elftal van Săgeata Năvodari. In 2011 tekende hij bij Pandurii Târgu Jiu. Op 24 juli van dat jaar debuteerde hij voor de eersteklasser, toen op bezoek bij Ceahlăul Piatra Neamț met 1–1 gelijkgespeeld werd. In zijn eerste seizoen bij Pandurii kwam de vleugelverdediger tot zevenentwintig wedstrijden. In het seizoen 2012/13 speelde hij dertig duels mee.
In de zomer van 2013 verkaste de Roemeen naar Dnipro Dnipropetrovsk. Zijn eerste wedstrijd voor zijn nieuwe club speelde hij op 4 december 2013, toen in eigen huis met 2–2 gelijkgespeeld werd tegen Metalist Charkiv. In het seizoen 2014/15 kwam Dnipro tot de finale van de UEFA Europa League. Vlad speelde in twee wedstrijden mee in deze Europese campagne van de club. Medio 2017 verkaste de Roemeen naar CFR Cluj. Een jaar later nam FC Voluntari hem transfervrij over. Vlad besloot in de zomer van 2023 op drieëndertigjarige leeftijd een punt achter zijn actieve loopbaan te zetten.

## Clubstatistieken
| Seizoen | Club                  | Competitie   | Competitie | Competitie | Beker | Beker | Internationaal | Internationaal | Totaal | Totaal |
| Seizoen | Club                  | Competitie   | Wed.       | Dlp.       | Wed.  | Dlp.  | Wed.           | Dlp.           | Wed.   | Dlp.   |
| ------- | --------------------- | ------------ | ---------- | ---------- | ----- | ----- | -------------- | -------------- | ------ | ------ |
| 2011/12 | Pandurii Târgu Jiu    | Liga 1       | 27         | 0          | 3     | 0     | —              | —              | 30     | 0      |
| 2012/13 | Pandurii Târgu Jiu    | Liga 1       | 30         | 0          | 2     | 0     | —              | —              | 32     | 0      |
| 2013/14 | Dnipro Dnipropetrovsk | Premjer Liha | 5          | 0          | 1     | 0     | 6              | 0              | 12     | 0      |
| 2014/15 | Dnipro Dnipropetrovsk | Premjer Liha | 10         | 0          | 1     | 0     | 2              | 0              | 13     | 0      |
| 2015/16 | Dnipro Dnipropetrovsk | Premjer Liha | 0          | 0          | 0     | 0     | 0              | 0              | 0      | 0      |
| 2016/17 | Dnipro Dnipropetrovsk | Premjer Liha | 22         | 0          | 3     | 0     | 0              | 0              | 25     | 0      |
| 2017/18 | CFR Cluj              | Liga 1       | 3          | 0          | 1     | 0     | —              | —              | 4      | 0      |
| 2018/19 | FC Voluntari          | Liga 1       | 29         | 1          | 1     | 0     | —              | —              | 30     | 1      |
| 2019/20 | FC Voluntari          | Liga 1       | 31         | 0          | 1     | 0     | —              | —              | 32     | 0      |
| 2020/21 | FC Voluntari          | Liga 1       | 27         | 0          | 2     | 1     | —              | —              | 29     | 1      |
| 2021/22 | FC Voluntari          | Liga 1       | 18         | 0          | 4     | 0     | —              | —              | 22     | 0      |
| 2022/23 | FC Voluntari          | Liga 1       | 14         | 0          | 3     | 0     | —              | —              | 17     | 0      |
| Totaal  | Totaal                | Totaal       | 216        | 1          | 22    | 1     | 8              | 0              | 246    | 2      |

## Erelijst
| Liga 1 | 1 | 2017/18 |